# Waffenrecht
Das Waffenrecht behandelt die Vorschriften über Hieb-, Stich- und Stoßwaffen, Sprühgeräte, Schusswaffen sowie Munition. Es regelt unter anderem die Zulassung (waffen- und personenbezogen), den Handel, den Erwerb und Besitz, die Aufbewahrung sowie den Gebrauch von Waffen und Munition. Schriftlich niedergelegt wird das Waffenrecht in der Regel in Waffengesetzen.

## Europa

### Europäische Union
In der Europäischen Union (EU) sind die Mindeststandards des Waffenrechts der Mitgliedsländer in den folgenden EU-Richtlinien bzw. -Verordnungen geregelt:
- Verordnung (EU) Nr. 258/2012 über die Umsetzung des Artikels 10 des Protokolls der Vereinten Nationen[1]
- Richtlinie (EU) 2021/555 über die Kontrolle des Erwerbs und des Besitzes von Waffen[2]

Eine Verschärfung des Waffenrechts wurde seit den Terroranschlägen am 13. November 2015 in Paris in der EU verstärkt diskutiert. Nachdem sich die EU-Kommission, das Europaparlament und die Mitgliedstaaten im Dezember 2016 auf die Grundsätze einer Novellierung verständigt hatten, verabschiedete das EU-Parlament am 14. März 2017 eine neue Waffenrichtlinie. Der Kausalzusammenhang zwischen Terroranschlägen und Schwächen im bestehenden Waffenrecht wurde von Sport- und Interessensverbänden hinterfragt, da noch nie ein Terroranschlag mit islamistischem Hintergrund mit registrierten Sportwaffen verübt wurde, sondern ausschließlich mit illegalen Kriegswaffen. Oftmals wird der sogenannte Weapons Effect zitiert, nach dem die Verfügbarkeit von Waffen zu einer Steigerung der Gewaltbereitschaft in der Gesellschaft führen solle. Sowohl die Studie als auch die abgeleiteten Schlussfolgerungen sind allerdings in der Forschung umstritten, da die Resultate nicht immer zuverlässig reproduzierbar sind und zum Beispiel in der Schweiz fast in jedem Haushalt ein Sturmgewehr steht und diese so gut wie gar nicht für Straftaten missbraucht werden.
Für Privatleute verboten sind künftig unter anderem:
- vollautomatische und militärische Waffen,
- vollautomatische Waffen, die zu halbautomatischen umgebaut wurden,
- Kurzwaffen mit Magazinen von mehr als zwanzig, Langwaffen mit mehr als zehn Schuss.

Es gelten weitreichende Ausnahmen für Jäger und Sportschützen. Diese werden vom Magazin Spiegel auf Lobbyismus zurückgeführt. Die Mitgliedsstaaten der Europäischen Union hatten 15 Monate Zeit, die Richtlinie in nationales Recht umzusetzen. Als Mitglied des Schengenraums soll auch die Schweiz das neue Waffenrecht umsetzen.

### Deutschland
In Deutschland ist das Waffenrecht vor allem durch das zum Bundesrecht zählende Waffengesetz (WaffG), die Allgemeine Verwaltungsvorschrift zum Waffengesetz (WaffVwV) und die Allgemeine Waffengesetz-Verordnung (AWaffV) normiert. Ergänzende rechtliche Regelungen finden sich im Beschussgesetz und in der Beschussverordnung sowie im Sprengstoffgesetz und den dazu erlassenen Verordnungen.
Das WaffG von 1976 wurde zum 1. April 2003 durch ein komplett neu gefasstes WaffG abgelöst. Es wird daher auch als „neues Waffenrecht“ bezeichnet.
Umfängliche Regelungen sind ausgelagert in 2 Anlagen, wobei die erste Anlage die in § 1 WaffG benannten Begrifflichkeiten der „Waffe“ und der verschiedenen Formen des „Umgangs“ näher umreißt. Die zweite Anlage enthält die „Waffenliste“. Diese enthält die verbotenen und erlaubnispflichtigen Waffen, welche grundsätzlich in § 2 WaffG benannt sind. Zudem bestimmt Anlage 2 Ausnahmen von der Erlaubnispflicht bezüglich einzelner Umgangsformen und schreibt schließlich solche Gegenstände fest, die vom WaffG ausgenommen sein sollen.
Eine wesentliche Änderung hat das WaffG mit Wirkung zum 1. April 2008 erfahren. Zum einen ist die in § 20 WaffG festgehaltene „Erbenregelung“ verschärft worden durch eine Pflicht zur Funktionsblockade bedürfnisfrei ererbter Waffen. Vor allem aber ist der § 42a WaffG neu eingefügt worden. Dieser schreibt ein prinzipielles Verbot des Führens aller Anscheinswaffen sowie sämtlicher Hieb- und Stoßwaffen vor. Zudem soll das Führen von Einhandmessern sowie von Messern mit feststehender Klinge von mehr als 12 cm Länge generell verboten sein. In Absatz 2 der Vorschrift sind allerdings umfangreiche Ausnahmen vom Verbot vorgesehen, die das Führen vor allem dann erlauben, wenn es einem allgemein anerkannten Zweck dient. Diese Ausnahmen enthalten unbestimmte Rechtsbegriffe und sind daher nicht leicht anzuwenden. Diese Vorschrift ist von großer praktischer Relevanz und wird in Fachkreisen entsprechend rege diskutiert.
Am 25. Juli 2009 trat das verschärfte Waffenrecht in Kraft. Anlass war der Amoklauf von Winnenden. Besitzer von Waffen müssen seitdem u. a. mit verdachtsunabhängigen Kontrollen unter Ausklammerung des Rechtes auf Unverletzlichkeit der Wohnung (Art. 13 GG) rechnen. Auch die Anschläge in Norwegen 2011, bei denen Anders Behring Breivik 69 Menschen auf der Ferieninsel Utøya erschoss, war in vielen Ländern Anlass, über das Waffenrecht nachzudenken bzw. zu debattieren.
Vor allem für den militärischen Einsatz gedachte Waffenarten und deren Munition fallen unter das Kriegswaffenkontrollgesetz.
Am 29. August 2024 kündigte die Bundesregierung eine Verschärfung des Waffenrechts an. Die Änderungen traten am 31. Oktober 2024 in Kraft. Neben Änderungen im Waffenrecht für Messer (z. B. Umgangsverbot für Springmesser), kam es auch zu Verschärfungen für Legalwaffenbesitzer. Die Zuverlässigkeit soll strenger kontrolliert werden, z. B. durch „Recherchen der Waffenbehörden in öffentlich zugänglichen Quellen“. Abfragen für die Prüfung der Zuverlässigkeit sollen nun auch an die Bundespolizei (BPol), das Bundeskriminalamt (BKA) und das Zollkriminalamt (ZKA) gestellt werden. Ebenfalls kam es zu Änderungen im Bezug auf die Erteilung von Jagdscheinen.

### Frankreich
Am 23. Oktober 1935 schränkte der damalige Ministerpräsident Pierre Laval per Verordnung den freien Waffenbesitz in Frankreich ein. Dies zielte gegen bewaffnete Milizen, die es damals in Frankreich gab [am 6. Dezember 1935 löste Laval diese auf, darunter auch die Ligues d'extrême droite (ligues)].
Als die Wehrmacht im Mai/Juni 1940 Teile Frankreichs im Westfeldzug besetzte, waren deshalb nicht mehr so viele Waffen in privaten Händen wie fünf Jahre zuvor.
Im heutigen Waffenrecht gibt es acht Kategorien, in die Waffen, Waffenteile und Munition eingeteilt sind. Je nach Kategorie und in den Kategorien selbst noch unterschiedlich, dürfen Waffen frei oder mit amtlicher Erlaubnis erworben werden, oder sie sind verboten.

### Österreich
In Österreich sind Einzelschuss-Gewehre ab 18 Jahren frei erhältlich, sofern gegen den Käufer kein Waffenverbot aufrecht ist.
Halbautomatische Gewehre und Pistolen sind für Inhaber einer Waffenbesitzkarte frei erhältlich bis zu einer Stückzahl von 2 in den ersten 5 Jahren. Nach 5 Jahren kann um eine Erweiterung auf bis zu 5 Schusswaffen angesucht werden. Für eine Waffenbesitzkarte muss man lediglich älter als 18 Jahre sein, ein waffenpsychologisches Gutachten „bestehen“, eine kurze Einschulung beim Waffenhändler machen und eine Rechtfertigung abgeben (zb „Selbstverteidigung“).
Während der Kauf von Waffen liberal ist, ist das Führen von Waffen sehr streng geregelt und für Privatpersonen de facto nicht möglich.

### Slowakei
Waffenbesitz in der Slowakei ist hauptsächlich durch das Gesetz 190/2003 geregelt. Man benötigt einen Waffenschein, um die meisten Waffen kaufen zu können. Vollautomatische Maschinengewehre sind verboten. Es gibt sechs Kategorien des Waffenscheinbesitzes. (A – Waffentragen wegen Selbstschutz, B – Besitz einer Waffe zum Schutz zu Hause, C – Waffentragen für Arbeitszwecke, D – Langwaffen fürs Jagen, E – Besitz von Waffen zum Sportschießen, F – Waffensammeln.)
Grundsätzlich muss man mindestens 21 Jahre alt, vorstrafenfrei sowie geistig und körperlich gesund sein, um einen Waffenschein beantragen zu dürfen. Es gibt eine mündliche Prüfung, die Aspekte des Waffenrechtes, sichere Behandlung und erste Hilfe behandelt.

### Tschechien
Das Waffenrecht Tschechiens ist etwas weniger einschränkend als das anderer Länder der Europäischen Union. Das neueste Waffengesetz wurde 2001 verabschiedet. Selbstschutz ist eine akzeptierte Rechtfertigung, um einen Waffenschein zu erhalten.

## Andere Staaten

### Japan
Besitz und Verkauf von Waffen werden in Japan strengstens kontrolliert. Auf 100 Einwohner kommen 0,6 Handfeuerwaffen.

### Vereinigte Staaten
In den Vereinigten Staaten hat jeder amerikanische Staatsbürger das verfassungsmäßige Recht, Waffen zu besitzen. Im Zweiten Verfassungszusatz von 1791 heißt es: „Eine wohlgeordnete Miliz, notwendig für die Sicherheit eines freien Staates, und das Recht der Bevölkerung, Waffen zu besitzen und zu tragen, darf nicht beschränkt werden.“
Im Zweiten Verfassungszusatz wurde jedoch unklar formuliert, welche Waffen erlaubt sind. 1994 wurde ein Gesetz unter Führung von Bill Clinton in Kraft gesetzt, wonach Waffenkäufer sich innerhalb von fünf Tagen nach dem Erwerb überprüfen lassen müssen. Weiterhin wurden Waffen mit einer Magazinkapazität von mehr als zehn Schuss verboten, größere Magazine sind jedoch separat oft erhältlich. Der sogenannte Brady Handgun Violence Prevention Act schrieb eine fünftägige Frist zwischen Kauf und Aushändigung von Waffen vor. 1997 wurde dieses Gesetz vom Obersten Gerichtshof im Fall „Printz v. United States“ als nicht verfassungsgemäß außer Kraft gesetzt, da dies den Föderalismus außer Kraft setzte und die Gesetzgebungskompetenz der Bundesstaaten beschnitt. Viele Bundesstaaten haben daraufhin die sogenannte „Brady Bill“ in Staatenrecht übernommen und beibehalten.
Das oberste Gericht der Vereinigten Staaten hat im Fall District of Columbia v. Heller (2008) allerdings klargestellt, dass der private Waffenbesitz zwar von den Bundesstaaten reguliert werden kann, aber nicht wie im Fall District of Columbia ganz verboten werden darf. Der District of Columbia hat aufgrund dieses Urteils angekündigt, bestimmte Waffen zuzulassen, allerdings mit einer Pflicht zur Registrierung.
Insgesamt sind die Regelungen zum Waffenrecht von Bundesstaat zu Bundesstaat sehr verschieden, ein einheitliches Waffengesetz wie in Deutschland gibt es nicht.

### Kanada
Das Kabinett von Premierminister Justin Trudeau hat Ende Mai 2022 einen Gesetzesentwurf vorgelegt, der sich gegen die Einfuhr, den Erwerb und den Verkauf von Handfeuerwaffen in Kanada richtet.
Der Schmuggel und Handel mit Waffen sollen schärfer geahndet werden. Es soll mehr Ressourcen geben für die Ermittlungen zu Verstößen gegen das Waffenrecht und für die Stärkung des Grenzschutzes.
Personen, die als Gefahr für sich und andere eingestuft wurden, müssen auf eine Gerichtsanordnung hin ihre Waffen bei der Polizei abgeben. Personen, die wegen häuslicher Gewalt oder Belästigung auffallen, sollen ihre Waffenscheine verlieren.

## Belege
1. ↑  Verordnung (EU) Nr. 258/2012 vom 14. März 2012 zur Umsetzung des Artikels 10 des Protokolls der Vereinten Nationen gegen die unerlaubte Herstellung von Schusswaffen, dazugehörigen Teilen und Komponenten und Munition und gegen den unerlaubten Handel damit, in Ergänzung des Übereinkommens der Vereinten Nationen gegen die grenzüberschreitende organisierte Kriminalität (VN-Feuerwaffenprotokoll) und zur Einführung von Ausfuhrgenehmigungen für Feuerwaffen, deren Teile, Komponenten und Munition sowie von Maßnahmen betreffend deren Einfuhr und Durchfuhr
2. ↑  Richtlinie (EU) 2021/555 vom 24. März 2021 über die Kontrolle des Erwerbs und des Besitzes von Waffen
3. ↑  EU-Kommission Vorschläge für strengeres Waffenrecht vorgelegt (Memento vom 24. November 2015 im Internet Archive).
4. ↑  EU will Waffenrecht verschärfen 20. Oktober 2013.
5. ↑  Markus Becker: EU verschärft das Waffenrecht. Spiegel Online, 20. Dezember 2016, abgerufen am 14. März 2017.
6. ↑  Delwin D. Cahoon, Ed M. Edmonds: The weapons effect: Fact or artifact? In: Bulletin of the Psychonomic Society. Band 23, Nr. 1, ISSN 0090-5054, S. 57–60, doi:10.3758/bf03329778 (springer.com [abgerufen am 25. September 2017]).
7. ↑  Alan Yuhas: Mere sight of a gun makes police – and public – more aggressive, experts say. In: The Guardian. 5. August 2015, ISSN 0261-3077 (theguardian.com [abgerufen am 25. September 2017]).
8. ↑  The Weapons Effect – Does the Mere Presence of a Gun Increase Aggression? | Skeptikai. Abgerufen am 25. September 2017 (amerikanisches Englisch).
9. ↑  Markus Becker: Waffenfans entschärfen neues EU-Kontrollgesetz Spiegel Online, 19. Oktober 2016.
10. ↑  Markus Becker: EU-Parlament verschärft Waffenrecht – offener Streit auf Pressekonferenz. Spiegel Online, 14. März 2017, abgerufen am gleichen Tage.
11. ↑  EU verschärft Waffenrecht – Schweiz mitbetroffen. Tages-Anzeiger, 14. März 2017.
12. ↑  Waffengesetz für die Bundesrepublik Deutschland
13. ↑  Allgemeine Verwaltungsvorschrift zum Waffengesetz (Bundesrepublik Deutschland).
14. ↑  Allgemeine Waffengesetz-Verordnung für die Bundesrepublik Deutschland.
15. ↑  Gesetz über die Prüfung und Zulassung von Feuerwaffen, Böllern, Geräten, bei denen zum Antrieb Munition verwendet wird, sowie von Munition und sonstigen Waffen für die Bundesrepublik Deutschland
16. ↑  Allgemeine Verordnung zum Beschussgesetz für die Bundesrepublik Deutschland
17. ↑  Gesetz über explosionsgefährliche Stoffe (Bundesrepublik Deutschland).
18. ↑  Ein Jahr neues Waffenrecht – Das Recht auf Unversehrtheit, in Süddeutsche Zeitung, 21. Juli 2010.
19. ↑  Quelle: BMI (Memento vom 19. November 2015 im Internet Archive), 20. Juli 2009.
20. ↑  zeit.de vom 26. April 2012: Die Amokläufe von Erfurt, Winnenden und Oslo haben dem liberalen deutschen Waffenrecht wenig anhaben können. Rund sieben Millionen Waffen lagern in Privathäusern. Warum hat die Schützenlobby so viel Macht?.
21. ↑  Ausführungsgesetz zu Artikel 26 Abs. 2 des Grundgesetzes der Bundesrepublik Deutschland (Kriegswaffenkontrollgesetz).
22. ↑  Sicherheitspaket nach Terrorangriff von Solingen. Bundesministerium des Innern und für Heimat, 29. August 2024, abgerufen am 30. August 2024.
23. ↑  Sicherheitspaket (PDF). In: Handelsblatt. Bundesministerium des Innern und für Heimat (BMI), abgerufen am 30. August 2024.
24. ↑  Platné zákony a nariadenia.
25. ↑  Quelle: Ein entwaffnendes Land in Handelsblatt.com, 11. Oktober 2017, eingesehen am 1. März 2018.
26. ↑  zeit.de: Kanada kündigt strengeres Waffengesetz an